# La casa grande
La casa grande è un romanzo dello scrittore algerino Mohammed Dib pubblicato nel 1952 e primo della trilogia di cui fanno parte anche L'incendio (1954) e Il telaio (1957).

## Trama
In un clima sociale turbolento, dominato da povertà e ingiustizia sociale, si svolge la storia di Omar, ragazzino di dieci anni che abita in una piccola camera a Dar Sbitar, una casa per i poveri dove vivono ammassati moltissimi nuclei famigliari e che serviva precedentemente come ospedale. Il piccolo vive con la madre Aini, le due sorelle maggiori e la nonna non più autosufficiente e passa le giornate per strada, come la maggior parte dei bambini di Tlemcen; è abituato alla rassegnazione, alle privazioni, ma sembra proiettare le proprie aspettative su Hamid Saraj, militante comunista, uomo di cultura rispettato da tutti, simbolo della presa di coscienza del popolo algerino e il cui arresto manderà in subbuglio gli abitanti della residenza. Il romanzo ruota attorno alla famiglia riunita a tavola e alla ricerca vana e ossessiva di cibo: solo l'innocenza e la personalità di Omar offrono un barlume di speranza per un futuro migliore.

## Temi principali
Il tema preponderante nel romanzo è la fame che consuma corpo e spirito nell'Algeria coloniale. Dall'inizio alla fine del libro tutto ruota intorno alla ricerca di un pezzo di pane o qualche scarto di frutta e verdura al mercato della città. La fame trasforma i personaggi: li brutalizza, li rende inumani e crudeli. È il caso della madre di Omar che occupa tutte le energie a trovare qualcosa di cui cibarsi tentando anche la via del contrabbando e che cambia comportamento, soprattutto nei confronti della nonna che prima maltrattava, solo quando il cugino Mustafa le manda un paniere pieno di legumi e carne. Il cibo ha quindi il potere fortissimo di modificare la psicologia dei personaggi.

## Stile
L'opera presenta tutte le caratteristiche del romanzo realista sociale, nel linguaggio ricco di metafore che rimandano alla condizione di disumanizzazione e nelle immagini talvolta molto crude che lo scrittore riesce a creare. Il senso di drammaticità è forte in tutto il romanzo, documentario delle estreme condizioni di vita quotidiana al tempo della colonizzazione francese in Algeria.
Lo scopo è appunto quello di sollecitare a una presa di coscienza del regime di natura discriminatoria esercitato dai Francesi, volto a tenere in stato di assoggettamento la popolazione locale di religione musulmana: in un passaggio all'inizio del libro troviamo infatti un episodio in cui l'insegnante Hassan denuncia le menzogne della Francia. Parole che il piccolo Omar non comprenderà sul momento ma che lo aiuteranno a farsi una propria idea critica sulla situazione drammatica in cui si trova il suo popolo, anche grazie all'apporto consapevole di Hamid Saraj.

## Edizioni
- Dib Mohammed, La casa grande, trad. di Gaia Amaducci, prefazione di Mariangela Capossela, Epoché, Milano 2004 ISBN 88-88983-03-1
- Dib Mohammed, La casa grande, Feltrinelli, Milano 2008 ISBN 978-88-07-72026-0